# Épernay
Épernay és un municipi francès, situat al departament del Marne i a la regió del Gran Est. L'any 2004 tenia 26.000 habitants.